# 長承浦市
長承浦市（チャンスンポし、朝: 장승포시）は、大韓民国慶尚南道東部地域にあった行政区域である。巨済郡と統合して、現在は巨済市となった。

## 概要
面積30.1k㎡であり、玉女峰(オンニョボン/옥녀봉 標高 565m)、国士峰(グクサボン/국사봉 標高 470m）を主峰とする山地に囲まれ玉浦湾に面している地域である。 1935年 統営郡二運面が長承浦邑に昇格され、1953年 統営郡から巨済郡に管轄が移された。1973年に大宇造船海洋玉浦造船所が設立されたことにより、人口が増加した。1989年1月に長承浦市に昇格された。しかし、1994年に都市と農村の複合形の行政区域を改編する政府の施策により1995年1月管内 長承浦・麻田・菱浦・鵝州・玉浦1・2洞の6つの洞を巨済郡と統合、巨済市に改編した。行政区域上、1989年以前の巨済郡の状態に戻った。統合当時の人口は約5万人だった。

## 歴史
- 1989年1月1日 - 巨済郡長承浦邑が長承浦市に昇格。[1]

| 法律 4050号    |                                                            |
| 旧行政区域     | 新行政区域                                                 |
| 巨済郡長承浦邑 | 長承浦市菱浦洞、長承浦洞、麻田洞、玉浦1洞、玉浦2洞、鵝州洞 |

- 1995年1月1日 - 長承浦市と巨済郡を統合し、巨済市となった。